# 우미역
우미역(일본어: 宇美駅)은 일본 후쿠오카현 가스야군 우미정에 위치한 규슈 여객철도 가시 선의 철도역이다. 단선 승강장 1면 1선의 구조를 갖춘 지상역이다.

## 역 주변

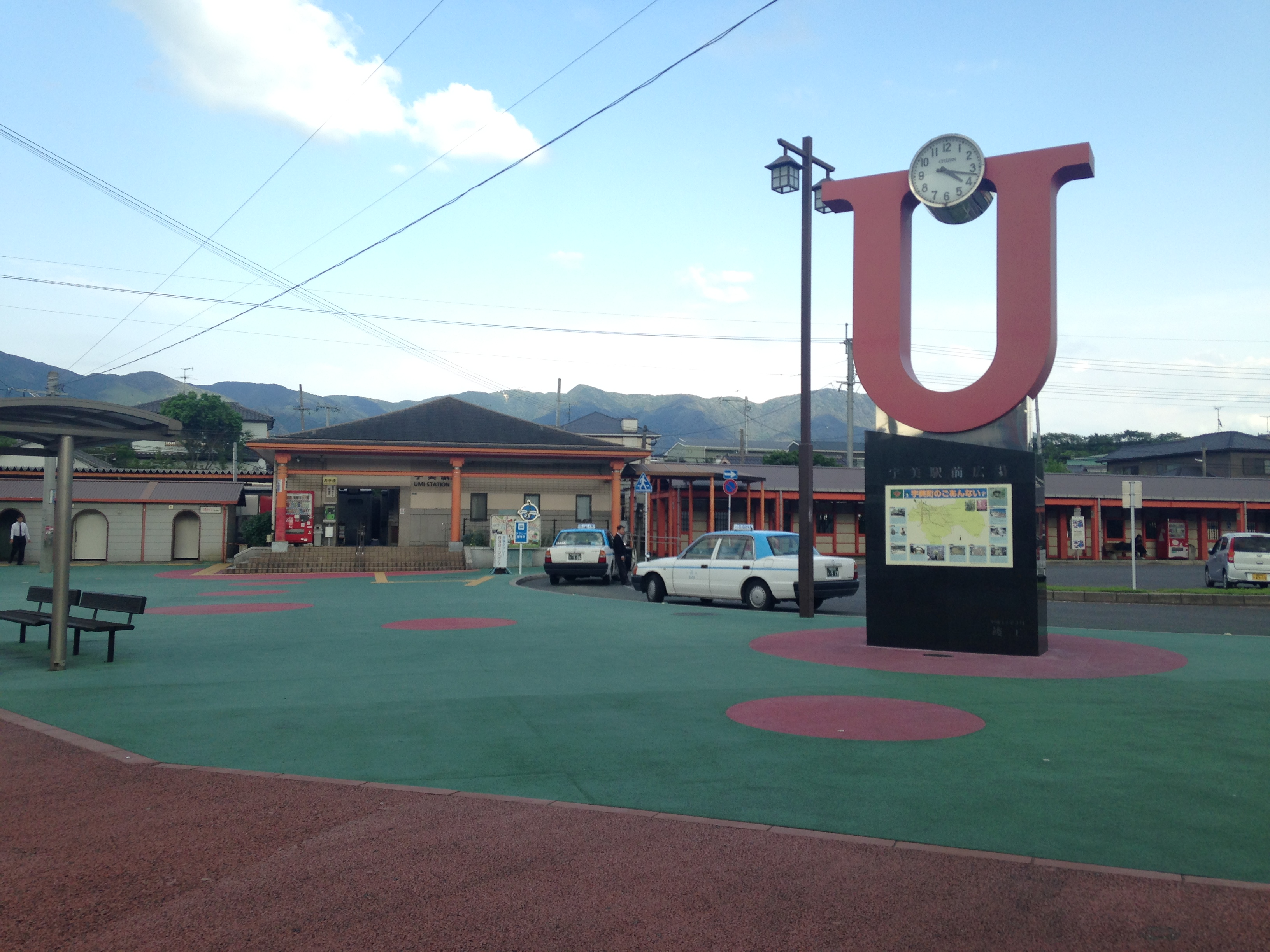
역의 영문 머리글자(U)를 본뜬 조형물

- 우미 정청
- 우미 정 역사 자료관
- 니시닛폰 시티 은행 우미 지점

## 역사
- 1905년 12월 29일 : 하카타완 철도가 개설.
- 1918년 9월 19일 : 하카타완 철도의 역으로부터 약 150m 떨어졌던 장소에 지쿠젠 산구 철도의 화물역으로서 우미 역이 개업.
- 1919년
  - 5월 20일 : 지쿠젠 산구 철도의 우미 역을 신우미역으로 개칭해 여객 업무 개시.
  - 12월 1일 : 지쿠젠 산구 철도의 신우미 역을 가미우미역으로 개칭.
- 1942년 9월 19일 : 하카타완 철도 기선과 지쿠젠 산구 철도가 서일본 철도로 합병. 양 노선의 가미우미 역과 우미 역을 통합해, 서일본 철도 가스야 선 · 우미 선의 우미 역으로 한다.
- 1944년 5월 1일 : 서일본 철도 가스야 선과 우미 선이 전시 매수에 의해 국유화되어 일본국유철도 가시 선 · 가쓰타 선으로 승계.
- 1981년 7월 30일 : 양선의 화물 업무 폐지.
- 1985년 4월 1일 : 가쓰타 선 폐지.
- 1987년 4월 1일 : 일본국유철도 분할 민영화에 의해, 규슈 여객철도가 승계.
- 2009년 3월 1일 : IC카드 SUGOCA의 사용을 개시.
- 2015년 3월 14일. 무인화. ANSWER 시스템의 도입.

## 인접 역
| 가시 선                | 가시 선   | 가시 선   |
| ---------------------- | --------- | --------- |
| 신바루 사이토자키 방면 | ■ 가시 선 | 시·종착역 |